# Марчак Юрій Михайлович
Юрій Михайлович Марчак (нар. 13 червня 1962, с. Топорівці Новоселицького району Чернівецької області) — український актор, педагог, заслужений працівник культури України (2009), директор — художній керівник Чернівецького музично-драматичного театру ім. Ольги Кобилянської, директор фестивалю комедії «Золоті оплески Буковини».

## Життєпис
Юрій Марчак народився 13 червня 1962 року у селі Топорівці Новоселицького району Чернівецької області.
У 1984-у році закінчив Чернівецьке культосвітнє училище мистецтв, у 1988-у — Київський державний інститут театрального мистецтва ім. Івана Карпенка-Карого (спеціальність — актор драматичного театру і кіно).
У період з 1 липня 1988 по 2 січня 1992 — актор драми Чернівецького обласного українського музично-драматичного театру ім. Ольги Кобилянської.
З 2 січня 1992 по 20 березня 1996 року — завідувач Міського відділу культури Чернівецького міськвиконкому.
З 26 березня 1996 до 6 лютого 1997 року — актор драми, з 1997 року — директор-розпорядник Чернівецького театру ім. Ольги Кобилянської.

## Акторські роботи в театрі
- «Назар Стодоля» за п'єсою Тараса Шевченка; реж. Петро Колісник — Назар Стодоля[5]

## Фільмографія
- 1987 — Вісімнадцатилітні
- 1991 — Зірка шерифа
- 1992 — Для домашнього огнища

## Нагороди та визнання
- 2009 — Почесне звання «Заслужений працівник культури України»[1]
- 2011 — Лауреат обласної літературно-мистецької премії ім. С. Воробкевича у номінації «Театральне мистецтво»[6][7]
- 2016, 24 серпня — Відзнака Президента України та Ювілейною медаллю «25 років Незалежності України» [джерело?]